# Römische Villa von Königshof-Ödes Kloster
Die römische Villa von Königshof-Ödes Kloster, eine der römischen Villen in Pannonien, ist längst vom Erdboden verschwunden. Das Gebiet befindet sich seit 1921 auf Kaisersteinbrucher Boden im Burgenland. Nach der Gemeindezusammenlegung ist es ein Teil der Großgemeinde Bruckneudorf. Auf dem Truppenübungsplatz besteht ein Grabungsverbot, trotzdem war auch dieses Gebiet das Ziel vieler Hobby-Archäologen.

Oberst Groller

## Grollers Ausgrabungen von 1903
In der Nähe der Kapellenruine auf der Klosterwiese westlich von Kaisersteinbruch (ungarisch: Császárkőbánya) in Westungarn leitete der Archäologe und Oberst Maximillian Groller von Mildensee 1903 im Auftrag der Akademie der Wissenschaften Ausgrabungen. Unter seiner Leitung wurde auch die Ausgrabung des Römerlagers von Carnuntum in der Nähe von Deutsch-Altenburg an der Donau durchgeführt. Als Ergebnis stellte er fest, dass auf dieser günstig gelegenen Stelle in der Römerzeit drei voneinander unabhängige Siedlungen entstanden sind.

### Frühzeitige Villa

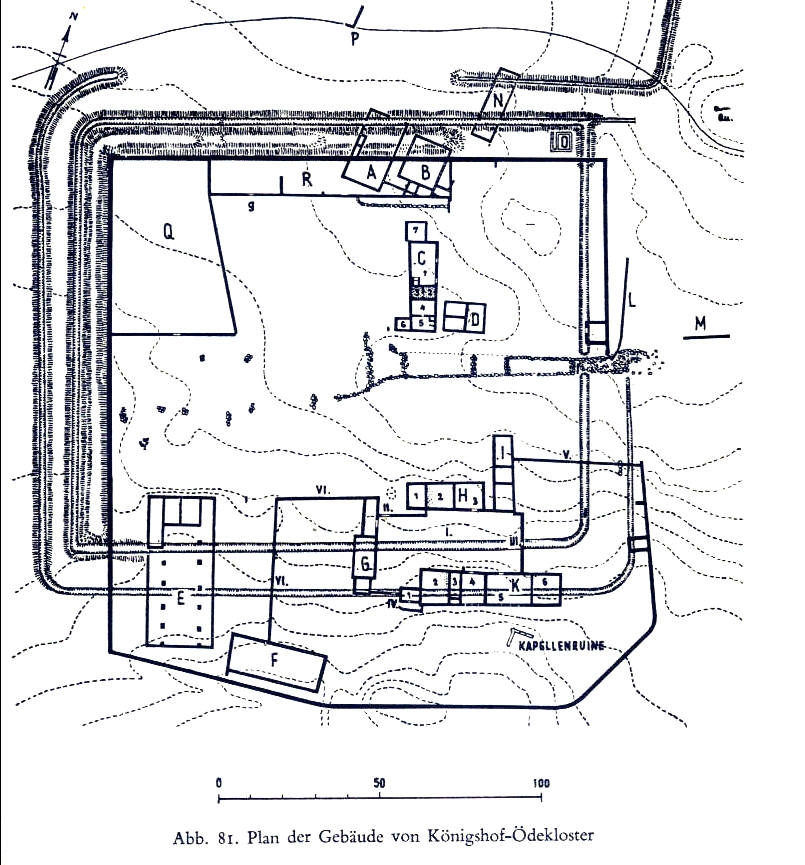
Grollers Plan der Gebäude von Königshof – Ödes Kloster

Die frühzeitige Villa bestand aus den Bauwerken A, B, N und P, wahrscheinlich noch aus weiteren Gebäuden, die beim Ausbau des Graben- und Wallsystems zum größten Teil zerstört, die Gebäudemauern abgerissen wurden. B war ein Wohngebäude, das einen größeren und mehrere kleinere Räumen hatte. Die kleineren Zimmer waren heizbar. A war durch eine Mauer mit B verbunden. Auf der mit N bezeichneten Fläche kam mit der Inschrift IVLIOR der einzige Stempelziegel der Ausgrabung zum Vorschein. Dort gefundene Münzen der Kaiser Domitian und Nerva helfen bei der Zeitbestimmung der Gebäude. Beim Punkt P befand sich die Ecke eines Gebäudes dieser Frühperiode aus grob gemeißelten Quadersteinen, auch die Türrahmen und Schwellen sind aus gut bearbeitetem Kalkstein. Die Reste der auf den Anfang des 1. bis auf das 2. Jahrhundert datierten Bauten dieser frühzeitigen Villa dürften nach einem Brand oder einer Zerstörung abgerissen und planiert worden sein, da sie vermutlich dem zu Beginn des 3. Jahrhunderts errichteten, aus Erdwällen und Gräben bestehenden Befestigungswerk im Wege standen.

### Befestigung
Dem Verfall der Gebäude aus der ältesten Periode folgend, wurde ein Befestigungswerk mit Graben und Erdwall errichtet, das aus einer späteren Zeit stammt. Den einzigen Bau, der zur Befestigung gehört, stellt der mit O bezeichneten Turm dar, der in die durch das Grabensystem gebildete Ecke eingekeilt ist. Das Fundament, auf dem ein Turm in Holzkonstruktion erbaut war, bildet eine Steinreihe. Erst im 3. Jahrhundert entstand die befestigte Siedlung, die ihren Bewohnern etwa bis zum Beginn des 4. Jahrhunderts Schutz und Sicherheit geboten hat.

### Spätere, befestigte Villa
Die ein unregelmäßiges Vieleck bildende 80–120 cm starke Umsäumungsmauer – außerhalb der das Wallsystem an der westlichen und südlichen Seite unversehrt erhalten geblieben ist – gewährte den Gebäuden Schutz. Bei der Freilegung konnten die starken Umsäumungsmauern noch an den meisten Stellen 1 m hoch konstatiert werden. Unter dem Mauerwerk sicherte die Dauerhaftigkeit der Mauer eine Fundamentierung, deren Tiefe zwischen 20 und 40 cm wechselte und mit einem 15–30 cm hervorspringenden Sockel versehen war.
An der Ostseite grub man eine Turmfundamentierung aus, 7,40 × 5,90 m groß, in seiner Westmauer lag der Schwellenstein noch in situ. Die Turmmauern waren 60 cm stark. An der Ostmauer zeigten sich die Fundamente eines dazwischenliegenden Turmes. Die Stärke der Mauer des 6,10 × 5,20 m großen Turmes beträgt 90 cm, sie ist demnach stärker als die des Torturmes. Die Gebäude innerhalb der Steinmauer sind gleichaltrig und entstanden zur gleichen Zeit wie die Steinmauer. Die Entstehungszeit dieser spätzeitigen befestigten Villa liegt auch nach der allgemeinen Chronologie der pannonischen Villen ähnlichen Typs (Donnerskirchen, Purbach usw.) im 4. Jahrhundert.
Auf der durch die Mauer zu einer Einheit zusammengefassten Fläche kann eine nördliche Gebäudegruppe (C D R und Q) und eine südliche (E F G H I K) festgestellt werden. Im Bereich der Villa ist kein als „Luxuswohnhaus“ zu bezeichnendes Gebäude zu finden. Die Villa vom Öden Kloster sieht nicht wie das Zentrum eines großen Latifundiums und Besitz eines reichen Gutsherren aus, sie macht den Eindruck einer aus mehreren Häusern, Wohnplätzen und Werkstätten bestehenden Ansiedlung mehrerer Familien. Die Ansiedler verstärkten die gebotenen Schutzeinrichtungen und das Wallsystem noch durch eine Mauer und so bildete sich hier ein

### Spätrömisches Industriezentrum
und wahrscheinlich auch ein Zentrum der Landwirtschaft der Umgebung aus. Die erschlossenen Gebäude sind zugleich auch Werkstätten oder Magazine, jedoch befanden sich fast in jedem ein bis zwei heizbare Räume, die als Wohnungen gedient haben.
Das Gebäude C besteht aus sieben kleinen Räumen. In den Raum Nr. 1, den eigentlichen Hof, führten von Osten her zwei Eingänge. Der Raum Nr. 7 dürfte das Wohnzimmer des ansonsten industriellen Zwecken dienenden Gebäudes C gewesen sein. Im Hof Nr. 1 führte eine fast unversehrte Türe eines Kellerabstieges zum Souterrain, in dem ein vollkommen intakt gebliebener Ofen eingebaut war. Zuvor war er ein Töpferofen, nach dem Umbau diente er als Backofen. Groller fügte hinzu, dass ein ähnlich intakter Ofen im Limesgebiet noch nicht erschlossen worden ist.
Der Bau besteht aus der Treppe, dem Vorraum und dem eigentlichen Ofen. Die Stufen wurden aus Bruchstein gelegt und sind je 50 cm hoch und 60 cm breit. Der Abstieg ist 180 cm lang und hat auf diesem Abschnitt zum Vorraum ein Gefälle von 25 cm.

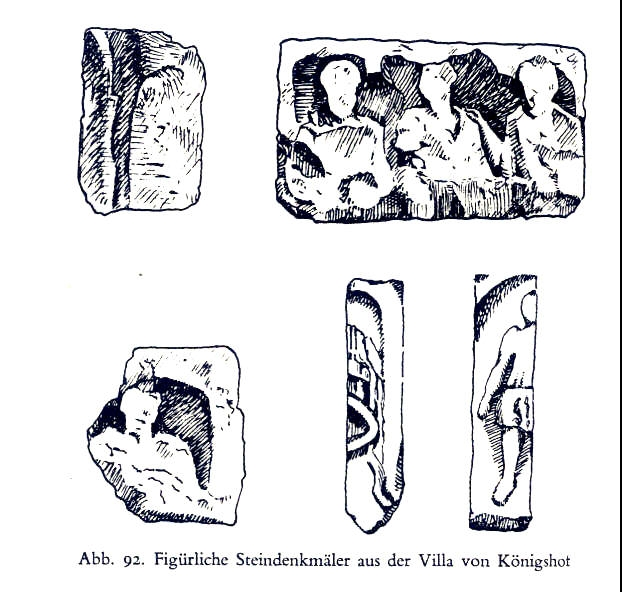

Im Gebäude D lagen die zerstörten Reste eines ähnlichen Ofens wie in C, Raum 5. Neben dem Ofen fand sich auf dem Fußboden in einem großen Haufen feinster Sand und kiesloser, gutgeschlämmter Töpferlehm. Auch hier bildete den Grund des Ofens rotgebrannter Lehm.

### Südlicher Villentrakt
Den Mittelpunkt des Südtraktes bildet der Hof Nr. 1, um welchen die Gebäude G, H, I und K erbaut worden sind. Das größte Interesse gebührt dem an der Südfront des Hofes Nr. 1 gelegenen Gebäude K, wo Wohn- und Wirtschaftsräume zur Verfügung standen. Die im Gebäude K beobachteten Lüftungsöffnungen sind einer besonderen Aufmerksamkeit würdig, weil man solche in Pannonien bisher nicht feststellen konnte, üblich waren vielmehr die turmartig gebauten Trockenspeicher.

### Epitaphe

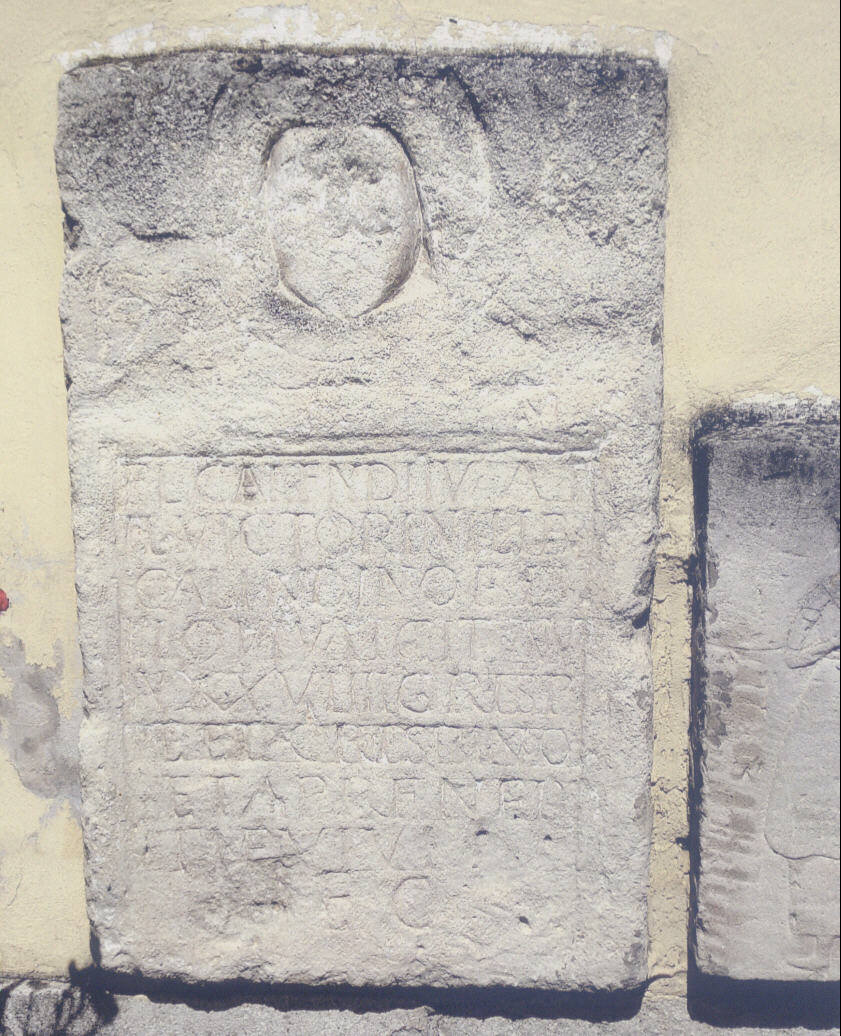

### Sarkophag
Die innere Gliederung des Gebäudes F ist nicht bekannt, lediglich der rechteckige Umriss. Beim Zusammentreffen der Mauer VI mit dem Gebäude F kamen aus der Mauer Steinplatten eines mit Figuren geschmückten zersägten Sarkophags zum Vorschein (Abbildung 92). Das Grab hatte man sekundär aus benutzten, reliefierten Steinen errichtet. Auf den Steinplatten waren die Figuren mit dem Meißel abgeschlagen, sodass nur mehr die Konturen ersichtlich sind. Auf der größeren Steinplatte waren in einer vertieften Nische drei Figuren, auf der kleineren eine Halbfigur gehauen. Auf einer der zersägten, schmalen Platten wurde einst eine stehende Figur, auf der anderen ein runder Altartisch verewigt.
Das mit F bezeichnete, ummauerte Gebiet kann als Begräbnisplatz abgesehen werden. Der Grund des aus Platten zusammengestellten Grabes war mit Ziegelbruchstücken ausgelegt, die einstige steinerne Grabkiste lag auf diese Weise wahrscheinlich in situ.
Das Gebäude E zeigt eine durch zwei Pfeilerreihen gegliederte, dreischiffige Anordnung. Eine Eingangsschwelle kam an der Westseite in situ zum Vorschein, in deren Nähe drei Räume untergebracht waren. Der mittlere Teil war ein etwa 10 m breiter, unbedeckter Hof, auf dessen beiden seitlichen, nicht überall parallelen Pfeilerreihen das mit Schindeln bedeckte Halbdach ruhte. In einem der geschlossenen Räume war der Fußboden mit 20 × 10 × 5 cm, also ungewohnt großen Ziegeln ausgelegt. Hier dürfte es sich um die Überreste des späteren, mittelalterlichen Fußbodenniveaus handeln.
Barb knüpft die Entstehung sämtlicher sich außerhalb der Mauer befindlichen Gebäude an die Herrschaft Karls des Großen. Die Fundamente des Gebäudes E halten andere dennoch für römisch. In die Epoche Karls des Großen fiele demnach nur die neuerliche Benützung des Gebäudes. Von den Bauten ähnlichen Grundrisses, wie das Gebäude E, die als Nebengebäude der römischen Villen im Reiche überall, in Britannien, Germanien und Pannonien ebenfalls vorkommen, ist der römische Ursprung zweifellos geklärt.

### Altchristliche Basilika
In Kenntnis des pannonischen Materials kann festgestellt werden, dass es dieser Gebäudetyp ist, aus welchem die zu den römischen Villensiedlungen bzw. Villen gehörenden altchristlichen Basiliken hervorgehen. Letzten Endes kann man beim Königshofer Gebäude E daran denken, dass es in einem Abschnitt seines Bestehens als Basilika kultischen Zwecken gedient hat.

### Wasserleitung
Im Bereich der nordöstlichen Ecke des Wallsystems ist auf dem Plan eine Quelle eingezeichnet. Auch wenn damals mehrere Quellen Wasser gaben, ist die Wasserleitung, deren ineinanderpassende, gebrannte Tonrohre in sämtlichen Gebäuden außer E, Q und R von den Ausgräbern vorgefunden wurden, von hier ausgegangen.

### Römische – mittelalterliche Funde
In sämtlichen Gebäuden war beides Material vertreten, selbst in den Gebäuden A und D, die zu einem späteren Zeitpunkt nicht mehr benutzt werden konnten. Zuerst sind die den integern Teil der Gebäude bildenden Fensterscheiben zu nennen, vier Scheiben in C, je ein Fragment in B und K.

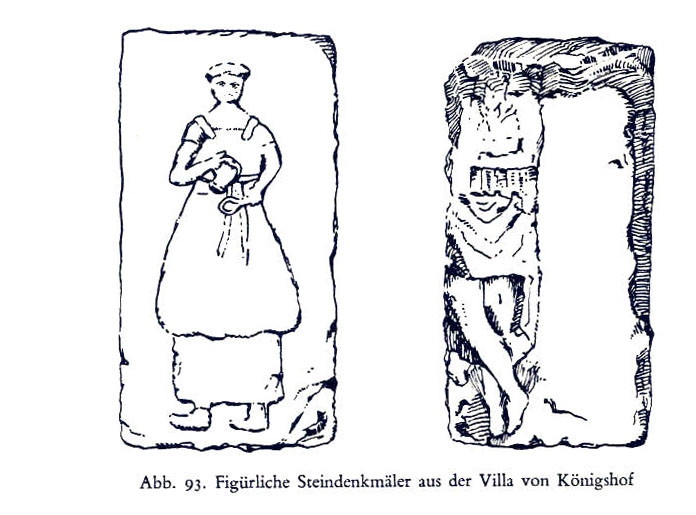

An Steindenkmälern ist das Gebiet ziemlich arm. Ein Inschriftenfragment aus dem Gebäude A, in Form mehrerer Altarbruchstücke I(ovi) o(ptimo) m(aximo). Die beiden mit Reliefs geschmückten Steine kamen zwar nicht während der Ausgrabungen zum Vorschein, doch stammen sie aus diesem Gebiete. Auf der einen Zeichnung ist fast nur in Konturen eine Frau in typisch einheimischer Tracht dargestellt, an den Schultern mit je einer Fibel norisch-pannonischen Typs. Auf der anderen Seite des Steines sind vielleicht Spuren einer Attis-Darstellung zu sehen.
Der Stein mit der einheimischen Frauengestalt gehört in die früheste Periode der römischen Villa von Königshof, er stammt aus dem Gräberfeld der Villenbewohner aus dem 1.–2. Jahrhundert. Die bescheidene Innenausstattung der Gebäude und das Fundmaterial zeigen, dass der Charakter der Villa eine ländliche, auf Produktion eingestellte Villa rustica war.

### Seit Urzeiten bewohnt

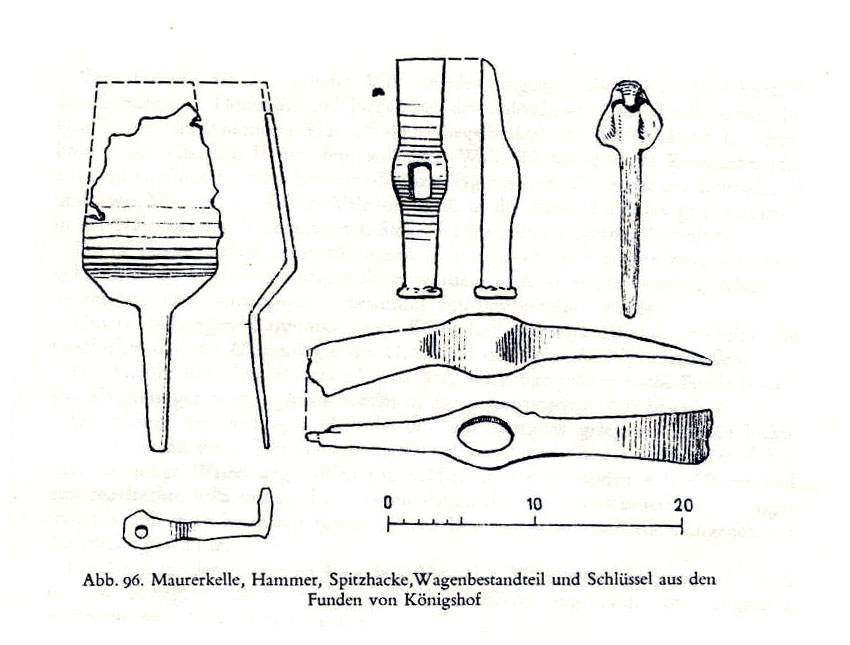

Die am höchsten Punkt des Gebietes an die Erdoberfläche gekommenen Bruchstücke urzeitlicher Gefäße, Stein- und Knochengeräte bezeugen, dass der für eine Ansiedlung besonders geeignete Ort bereits zur Urzeit bewohnt war.
Groller veröffentlichte auch eine Zeichnung und ein Bild einer keramischen Gruppe, deren Stücke mit einem Randstempel versehen sind. Es stellte sich heraus, dass es sich um sogenannte „Wiener Töpfe“ handelt, die im 15. Jahrhundert, insbesondere in der Umgebung Wiens, sehr beliebt waren. Diese letzterwähnte Keramikart, die sich bis ins 16. Jahrhundert fortsetzt, deutet die Zeit an, bis zu der Königshof zuletzt bewohnt war.

### Funde von Königshof
Die abgebildeten Fundstücke werden als römische Funde gehalten. Die Maurerkelle wurde im Gebäude A, der Maurerhammer im Gebäude I gefunden. Die Spitzhacke kam aus dem nordöstlichen Eckgraben an die Oberfläche. Der Wagenlehnnagel lag in dem inmitten der Siedlung freigelegten Straßenabschnitt. Der in der Römerzeit am häufigsten vorkommende L-förmige Eisenschlüssel, dessen Griff mit einem runden Loch versehen ist, spricht für den römischen Ursprung des Gebäudes.

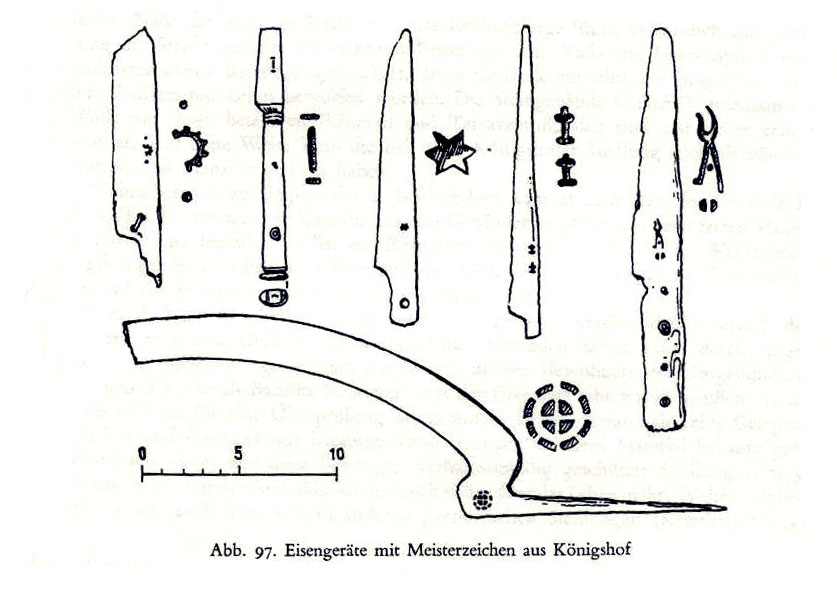

Die Gruppe der mit Meisterzeichen versehenen Messer und Werkzeuge sowie die Pfeilspitzen und Lanzen werden hervorgehoben. Die Feststellung der zeitlichen Zugehörigkeit der Königshofer, mit Meisterzeichen versehenen Messer und Eisengeräte ist dadurch erschwert, dass solche auch im Gebiete des Lagers von Carnuntum zum Vorschein gekommen sind und ihre Abbildung stets in der Gesellschaft der römischen Eisengegenstände erfolgt. Aus dem Teil Pannoniens, der auf dem Gebiet Ungarns liegt, konnten Eisenwerkzeuge mit Meisterzeichen aus römischen Schichten bisher nicht beobachtet werden. Die Zeichen tragen eher den Charakter des Mittelalters als den der Römerzeit.
Missverständnisse sind vor allem darin zu suchen, dass Groller, als er die Ausgrabungen 1903 am Limes und in den Villen durchführte, nicht bedachte, dass die ursprünglich römischen Lager eventuell später, während des frühen und späteren Mittelalters auch bewohnt gewesen sein konnten.
Der Fundplatz des Messers mit Meisterzeichen und bronzeverziertem Griff ist Gebäude B. Die mit einem zahnradartigen Stempel versehene Klinge wurde im Gebäude A vorgefunden. Die durch die auf die Basis gestellten Lilien bezeichneten spitzen Klingen kamen aus Gebäude C hervor. Interessant ist das Meisterzeichen in Form einer kleinen Tiegelzange auf einem weichgehärteten Eisenmesser aus Gebäude I. Auch im Gebäude K wurde eine kleine Klinge gefunden, die als Zeichen einen sechszackigen Stern trug. Das Meisterzeichen der aus Gebäude E zutage geförderten Sichel bildet ein in vier Felder geteilter Rundstempel. Die mit Meisterzeichen versehenen Eisengeräte gehören wahrscheinlich jener Periode der Villa an, in der Gefäße mit Randstempel benutzt wurden.
Schließlich befinden sich unter den Kleinfunden der Villa von Königshof auch mehrere Pfeilspitzen, von denen ähnliche Exemplare vielfach auch in den Limeslagern angetroffen wurden, sie stammen aber nicht aus der Römerzeit. In Ungarn sind zumeist im 13.–14. Jahrhundert ähnliche im Gebrauch.

### Münzfunde
Vom Gebiete der Königshofer Villa wurden folgende Münzen aufgezeichnet: Großbronze von Kaiser Domitian (81–96) und Nerva (96–98) bei der südöstlichen Ecke des Gebäudes N, Großbronze des Antoninus Pius (138–161) auf dem Ziegelbodenbelag des Gebäudes E, Kleinbronze von Claudius II. (268–270) aus dem äußersten Wall, Kleinbronze des Konstantin jun. (337–340) aus Gebäude K, zwei Constans-Münzen (337–350) lagen an der Ostmauer des Gebäudes Q und zwei Münzen des Kaisers Valentinian II. (375–392) in der Mitte des befestigten Gebietes, in der Nähe der mit S bezeichneten Stelle des freigelegten Straßenabschnittes.
Ob in diesem Gebiet außer römischen Münzen auch noch andere zum Vorschein gekommen sind, ist nicht aufgezeichnet worden. Hätte es solche gegeben, wären sie – bei Grollers Genauigkeit – bestimmt von ihm erwähnt worden.

### Forschungsstand in der „Österreichischen Kunsttopographie“ 2012
- Die These von der geplanten Verlegung des Stiftes Heiligenkreuz in den Jahren 1206 bis 1209 wurde von der späteren Forschung nicht übernommen.[2]
- Es sind drei Siedlungsschichten feststellbar (auszugsweise):
- Einige Autoren (Edit B. Thomas, Wilfried Hicke) bestätigten Reste eines römischen Castrums mit frühchristlicher, apsidenloser Saalkirche des 4. Jahrhunderts.
- Festgestellt wurde ein Erdkastell der Karolingerzeit. Ausmaß, Wall- und Grabenprofil sowie Anordnung der Ecktürme entsprechen den sogenannten Königshöfen, die Karl der Große als Stützpunkt an den Grenzen seines Reiches errichten ließ.
- Die Zisterzienser errichteten eine Grangie, eine ungefähr quadratische, von einer Steinmauer umgebende Fläche (150 × 150 m). Innerhalb zahlreiche mittelalterliche Gebäude, ein großer Back- oder Brennofen, sowie Teile eines dreischiffigen Saalbaues (44 × 22 m). Heute sind nur mehr Reste der Grundmauern erhalten.[3]

## Fund römischer Münzen 1933
Beim Roden eines Baumstrunkes kam 1933 ein Topf mit römischen Münzen zum Vorschein in dem Prägungen der Kaiser Lucius Verus (161–169), Mark Aurel (161–180), Cornelia Salonina Ehefrau des römischen Kaisers Gallienus, Galerius (305–311), Licinius I. (308–327), Constantinus I. (324–337), Fausta, Ehefrau von Constantinus, Mutter mehrerer künftiger Kaiser und Constans vorhanden waren. Es handelt sich um ein Depot, dessen Verbergungszeit am Ende der Regierungszeit des Constantinus I. war.
Aus der Beschreibung ist weiters zu entnehmen, dass die jüngsten Prägungen ins Jahr 370 datiert werden können. Als Vergrabungszeit bzw. -grund werden Wirren am Donaulimes angegeben. Es erscheint möglich, dass kleinere Übergriffe der Barbaren jenseits der Donau, die ohne Schwierigkeit in diese offenbar reiche Gegend am Nordabhang des Leithagebirges vorstoßen konnten, der Grund für die Verbergung des aufgefundenen Schatzes gewesen sind. Der Besitzer wird ein in der Gegend ansässiger Bauer oder Händler gewesen sein, der es zu dieser doch beträchtlichen Barschaft gebracht hat – soweit der Fundbericht.

## Kaisersteinbrucher Steinbrüche
Mitte des 16. Jahrhunderts siedelten sich einige Magistri Comacini ebendort an, überlieferte Namen sind die Steinmetzmeister und Bildhauer Antonius Gardesoni, Alexius Payos, Pietro Solari usw. und arbeiteten in den umliegenden Steinbrüchen, dem Ödenkloster Steinbruch, Waldbruch, Kaiser-Steinbruch. Hier war der Ausgangspunkt des eigenständigen Kaisersteinbrucher Handwerkes der Steinmetz- und Maurermeister.